# Arapaho
Gli Arapaho (in francese: Gens de Vache) sono una tribù di nativi americani che abitavano storicamente le Grandi Pianure del Colorado e Wyoming. Erano stretti alleati dei Cheyenne e vagamente allineati ai Sioux. La lingua Arapaho è un linguaggio algonchino molto simile a quella degli Atsina (spesso chiamati Gros Ventre a sud del confine tra U.S.A. e Canada che ne ha diviso il territorio), e i due popoli sono considerati il risultato della scissione di un unico gruppo originario; Nitsitapi e Cheyenne sono altre popolazioni con linguaggio Algonquiano, ma con differenze rispetto all'Arapaho.

## Origine

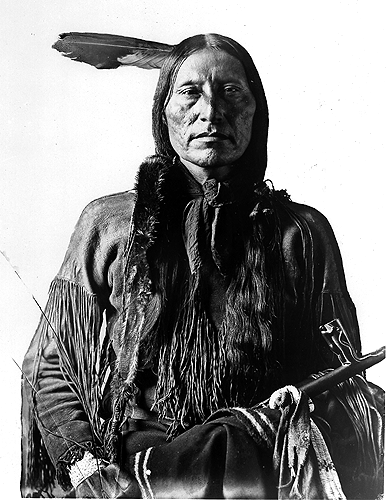
Scabby Bull, Arapaho

Gli Arapaho sono parte del grande gruppo linguistico nordamericano degli algonchini, assieme con le tribù degli Cheyenne, Atsina, Nitsitapi (grande nazione suddivisa in Pikuni, c.d. Poor Robe, Kainah, c.d. Blood o anche Many Chiefs, Siksika, c.d. Blackfeet), nelle pianure centrali, Cree, Ojibway, Ottawa, Menominee, Potawatomi, Keakianik (Meskwaki c.d. Fox e Asikiwaki c.d. Sauk), Kickapoo, Miami, Illiniwek e Shawnee, attorno agli Upper Lakes del St. Lawrence, tra la Hudson Bay e il bacino dell'Ohio, Naskapi Innu, Neenoilno Innu, Micmac, Abenachi, (cioè Maliseet, Passamaquoddy, Penobscot, Norridgewock, conosciuti anche come Kennebec) e Western Abnaki (quali i Pennacook), Mohegan, Mahican, Pequot, Narragansett, Pokanoket, Massachusett, Lenape (o Delaware), Powhatan, nella penisola del Labrador e lungo la costa atlantica da Terranova alla Virginia.

## Storia
Non ci sono prove dirette, storiche o archeologiche, per sostenere in che modo e dove le bande Arapaho entrarono nell'area delle Grandi Pianure.  La nazione indiana degli Arapaho, prima di penetrarvi, visse molto probabilmente nel Minnesota e nel Nord Dakota. Prima dell'espansione europea nell'area, gli Arapaho vivevano nel Sud Dakota, Nebraska, Colorado, Wyoming, e Kansas. 

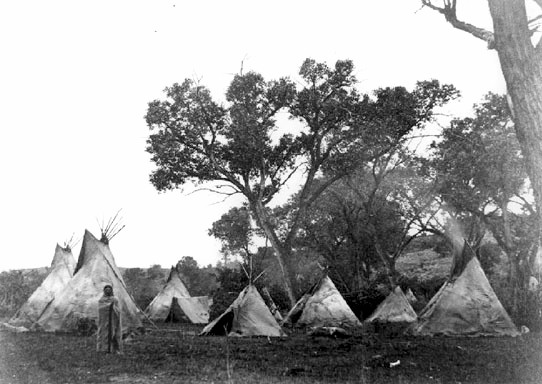
Accampamento Arapaho, 1868

Originariamente usavano cani per trainare travois carichi di propri oggetti. Quando arrivarono gli Europei in Nord America, gli Arapaho videro i cavalli e si resero conto che potevano viaggiare molto più velocemente e più lontano con tali animali invece che con i cani.  Saccheggiarono principalmente i Pawnee ed i Comanche, per ottenere i cavalli di cui avevano bisogno.
Con il passare del tempo, divennero grandi commercianti e cominciarono a vendere pellicce alle altre tribù ed anche a non-Indiani. Il nome 'Arapaho' dovrebbe derivare dalla parola in lingua Pawnee per "commerciante".

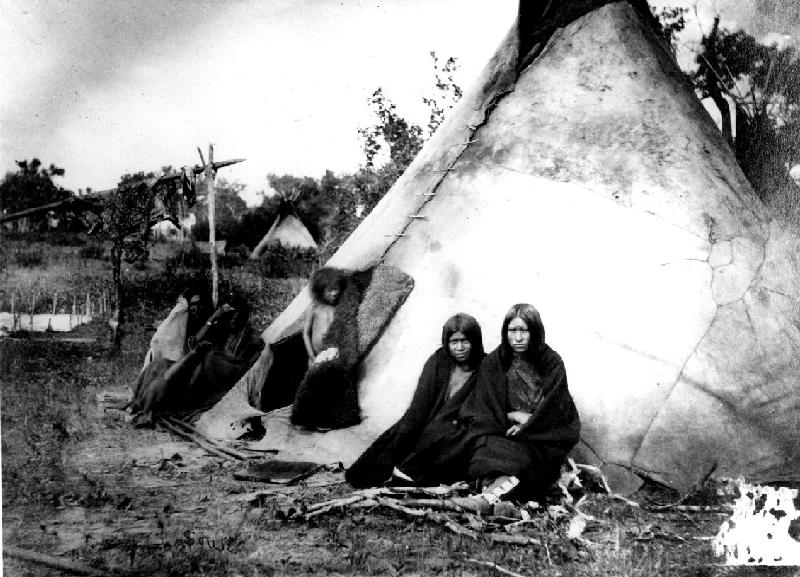
Accampamento Arapaho, ca. 1870

I bambini spesso pescavano e cacciavano con i loro padri come passatempo. Sebbene avessero molti più compiti da svolgere rispetto agli Arapaho del presente, avevano comunque il tempo per svagarsi. Avevano differenti giochi, incluso uno che consisteva in un cerchio con una rete ed un paletto, nel quale avrebbero dovuto tentare di lanciare il loro paletto attraverso il centro della rete. Era praticamente molto simile al gioco delle freccette  che si pratica ai nostri tempi.
Durante il XVII ed il XVIII secolo si spostarono dalla regione dei Grandi Laghi, per raggiungere le odierne terre del Minnesota e del Nord Dakota, anticipando la migrazione degli Cheyenne; separatisi in epoca relativamente recente (presumibilmente nel corso del secolo XVII) dai consanguinei Atsina, coi quali mantennero tuttavia strette relazioni, così come coi Nitsitapi. Intorno alla fine del XVIII secolo, con l'acquisizione del cavallo, gli Arapaho, sulla scia delle mandrie di bisonti, emigrarono verso le terre del Colorado e dello Wyoming, finendo per stabilirsi tra le pedici orientali delle Rocky Mountains, i Black Hills e i Plains centrali resistendo (anche grazie all'alleanza con gli Cheyenne) alla pressione dei Teton Dakota, divenuti loro alleati, e degli Shoshoni, loro nemici tradizionali fino all'ultimo quarto del XIX secolo, e degli Ute.
Provenienti dalla regione del Red River e dello Cheyenne River, nel Minnesota, intorno alla metà del secolo XVIII si stabilirono nella regione dello Yellowstone River, insediandosi nelle regioni del Bighorn River nel periodo 1781-1792, del North Platte River nel periodo 1793-1812, dell'Arkansas River nel periodo 1812-1842.
Nel 1840 Hosa (Piccola Cornacchia / Giovane Corvo) fu il promotore e il principale mediatore nelle trattative di pace che condussero all'alleanza degli Arapaho e Cheyenne con i Kiowa e Comanche.
Capeggiati da Namesum (Naso Tagliato), gli Arapaho parteciparono, nel 1851, al concilio di Laramie, sottoscrivendo il trattato stipulato il 1º dicembre.
Dal 1850, le bande Arapaho si separarono in due gruppi differenti: gli Arapaho settentrionali (Kananavich) e gli Arapaho meridionali (Nawuthinihan).  La divisione degli Arapaho settentrionali, collegata agli Cheyenne settentrionali e ai Teton Dakota, sopravvisse fino al 1878, da ultimo ospitata assieme agli Shoshoni Orientali presso la Riserva indiana di Wind River, la settima più vasta riserva negli Stati Uniti. La tribù degli Arapaho meridionali visse assieme agli Cheyenne meridionali in Oklahoma, in contatto con Kiowa e Comanche.
Gli Arapaho furono coinvolti in alcune delle guerre indiane più note, poiché dalla seconda metà del XIX secolo i loro territori furono attraversati dall'esercito statunitense. Il Governo degli Stati Uniti, intorno al 1860, ordinò agli Arapaho (come agli Cheyenne) di trasferirsi in una piccola riserva situata nel Colorado, ma i nativi rifiutarono. Si scatenò allora una prima caccia agli Cheyenne e agli Arapaho che invece volevano la pace e nella primavera 1864 inviarono una delegazione guidata dal capo Cheyenne Awoninahku (Orso Magro), che invece fu accolto a colpi di fucile e ucciso.. Nell'autunno-inverno 1864, in un periodo di forte fermento delle nazioni indiane nel Colorado a fronte dell'espansionismo bianco, il capo degli Cheyenne meridionali, alias Motavato (Pentola Nera), in pieno accordo con i governativi e in ossequio agli ordini impartiti dal Governatore John Evans, si accampò, insieme agli Arapaho di Hosa (Piccola Cornacchia) e Niwat (Mano Sinistra), lungo il fiume Sand Creek. Nonostante nell'accampamento sventolasse la bandiera americana, il 29 novembre 1864 l'esercito statunitense (3º Reggimento "Colorado Volunteers" Cavalleria e due battaglioni del 1º Reggimento "Colorado Volunteers" Cavalleria, al comando del col. John Chivington) li attaccò, massacrandone circa trecento, di cui solo settantacinque erano guerrieri, compresi i capi anziani Cheyenne Ohkohmkhowais (Lupo Giallo) e Wokaihwokomais (Antilope Bianca); Hosa (Piccola Cornacchia) e Niwat (Mano Sinistra) furono classificati per morti anch'essi, sebbene non ve ne sia prova e, anzi, probabilmente il secondo non si trovasse all'accampamento al momento dell'attacco.  Questo attacco è oggi conosciuto come il Massacro di Sand Creek.
Al defunto Eugene Ridgely, artista Cheyenne-Arapaho del Nord, è comunemente attribuito l'aver portato alla luce il fatto che gli Arapaho furono coinvolti nel Massacro.  I suoi figli, Eugene "Snowball" Ridgely, e Gail Ridgely, contribuirono nel far classificare il luogo del massacro come un Sito Storico Nazionale. Nel 1999 Benjamin Ridgley e Gail Ridgley riunirono un gruppo di atleti Arapaho Settentrionali per correre da Lyman in Colorado ad Ethete nel Wyoming; in memoria dei loro antenati che furono costretti a correre per salvarsi la vita dopo essere stati inseguiti dal Colonnello Chivington e dal suo battaglione. Tutti i loro sforzi sono riconosciuti e ricordati dai cartelli recanti la scritta "Massacro di Sand Creek" che compaiono lungo il tragitto che va da Lyman, attraversa Casper, per arrivare a Ethete. 
Nel gennaio-marzo 1865, alleati con gli Cheyenne e gli Sichangu Teton Dakota guidati da Sinte Galeshka (Coda Chiazzata), gli Arapaho, condotti da Wo’ooseinee’ (Carbone Nero), Taqaunwi (Naso Affilato), 3i'óku Hóóxehíb (Toro Seduto), Notónihéíhii (Uomo della Medicina), Namesum (Naso Tagliato), Wattoma / Wahtahnah (Orso Nero), Watanga (Coyote Nero), seminarono il terrore lungo il South Platte River, attaccarono convogli, stazioni di posta e piccoli avamposti militari, rasero al suolo la città di Julesburg scotennandone tutti gli abitanti per vendicare le vittime del massacro del Sand Creek, e isolarono Denver per mesi. Nella tarda estate 1865 i capi guerrieri Arapaho raggiunsero la regione del Powder River al confine tra Wyoming e Montana, riunendosi ai Teton Dakota e contribuendo a respingere l'offensiva del gen. Patrick Connor sul Rosebud River, e parteciparono poi con gli Oglala Teton Dakota guidati da Mahpiua Luta (Nuvola Rossa) alla guerra lungo il Bozeman Trail; il 12 dicembre 1866 gli Arapaho settentrionali parteciparono alla battaglia del Peṅo Creek, culminato nello sterminio degli 80 uomini al comando del cap. William J. Fetterman. 
Gli Arapaho meridionali evitarono di unirsi ai Comanche e ai Kiowa nella "guerra per i bisonti" che infiammò l'Oklahoma e il Texas negli anni 1874-1875, e soltanto un piccolo gruppo di Arapaho settentrionali guidati da Niwot (Mancino) continuò invece la guerra ai visi pallidi e prese parte alla celeberrima Battaglia di Little Big Horn, nella quale fu annientato l'intero gruppo di squadroni di George Armstrong Custer, comandante del 7º Reggimento Cavalleria USA.
Nel luglio del 2005, gli Arapaho vinsero in tribunale un contenzioso con lo Stato del Wyoming per accedere all'industria dei casinò o delle scommesse. La Decima Corte stabilì che lo Stato del Wyoming stava agendo in malafede nel non negoziare con gli Arapaho per il gioco. Attualmente, la Tribù Arapaho possiede e gestisce un'alta posta in gioco, diversi giochi al Wind River Casino, al Little Wind Casino ed al 789 Smoke Shop & Casino. Sono regolati da una Commissione di Gioco composta da tre membri tribali.  La Tribù degli Arapaho del Nord aprì i primi casinò nel Wyoming.

## Cultura
Gli Arapaho abitavano in tepee i quali venivano costruiti dalle donne con le pelli del bisonte. Prima di essere mandati nelle riserve, spesso migravano inseguendo le mandrie, cosicché avevano progettato i loro tepee per poter essere trasportati facilmente. Si narra che un intero villaggio potesse smontare le proprie case, i propri averi ed essere pronti per partire in appena un'ora. Intorno alla fine del XVIII secolo, con l'acquisizione del cavallo, anche gli Arapaho abbandonarono la vita stanziale per lo più agricola, adottando uno stile di vita nomade, convertendo la loro alimentazione, basata sui frutti della terra e sul pesce, in una dieta formata da carne di bisonte e cibi vegetali. 
In inverno la tribù si divideva in piccoli campi riparati nelle colline ai piedi delle Montagne Rocciose in Colorado. Nella tarda primavera si spostavano nelle pianure in grandi campi per cacciare i bisonti riuniti per la stagione degli amori. In piena estate gli Arapaho viaggiavano verso la regione dei Parchi del Colorado per cacciare mandrie di montagna, ritornando nelle pianure alla fine dell'estate per celebrare cerimonie e per cacce collettive di mandrie riunite per la stagione degli accoppiamenti.
I bambini spesso pescavano e cacciavano con i loro padri come passatempo. Sebbene avessero molti più compiti da svolgere rispetto agli Arapaho del presente, avevano comunque il tempo per svagarsi. Avevano differenti giochi, incluso uno che consisteva in un cerchio con una rete ed un paletto, nel quale avrebbero dovuto tentare di lanciare il loro paletto attraverso il centro della rete. Era praticamente molto simile al gioco delle freccette che si pratica ai nostri tempi.

## Influenze culturali
Nel 1983 gli Squallor, gruppo musicale demenziale italiano, ha intitolato un suo LP Arrapaho, storpiando il nome della tribù, e anche un film l'anno successivo con lo stesso titolo, Arrapaho, con vari riferimenti alla cultura dei nativi americani.